# Carl Appel
Carl Appel, född 17 maj 1857 i Berlin, död 13 februari 1934 i Breslau, var en tysk romanist.
Appel studerade i Berlin under Adolf Tobler och blev 1882 filosofie doktor där. År 1886 blev han privatdocent i Königsberg och 1892 ordinarie professor i romansk filologi vid Breslaus universitet. Han var universitetets rektor 1907/08.
Appel inlade förtjänst om studiet av de provensalska trubadurerna och Francesco Petrarca. Han skrev bland annat Zur Entwickelung italienischer Dichtungen Petrarcas (1891) samt utgav "Provenzalische Inedita, aus Pariser Handschriften" (1890), "Provenzalische Chrestomathie" (1895; ny upplaga 1902), "Poésies provençales inédites, tirées des manuscrits d'Italie" (1898) samt en kritisk upplaga av Petrarcas allegoriska dikt "Trionfi" (1901).